# Autocult
Autocult war ein britischer Hersteller von Automobilen.

## Unternehmensgeschichte
Raymond Craig gründete 1982 das Unternehmen in Dunbar in East Lothian. Er begann mit der Produktion von Automobilen und Kits. Der Markenname lautete Autocult. 1985 endete die Produktion. Insgesamt entstanden etwa drei Exemplare.

## Fahrzeuge
Das erste Modell war die Cobra. Dies war die Nachbildung eines AC Cobra. Zwischen 1982 und 1983 entstand ein Exemplar.
Darauf folgte der Tigress. Die Basis bildete das Fahrgestell vom VW Käfer. Der Vierzylinder-Boxermotor war im Heck montiert. Auf das Fahrgestell wurde eine Coupé-Karosserie aus Fiberglas montiert, die Platz für 2 + 2 Personen bot. Besonderheit waren die Türen, die sich wie beim Lamborghini Countach öffneten. Die Optik wird als nicht das schönste Fahrzeug und etwas unglücklich bezeichnet. Zwischen 1983 und 1985 entstanden von diesem Modell entweder etwa zwei oder wenige Exemplare.